# Groupement ethnique du Nord
Le Groupement ethnique du Nord (GEN) est un ancien parti politique du Dahomey (aujourd’hui Bénin), créé en 1951 et disparu en 1957.

## Historique
En 1951, Hubert Maga alors membre de l'Union progressiste dahoméenne (UPD), décide de quitter cette dernière pour fonder, sous les encouragements de Roger Péperty, administrateur français, le Groupement ethnique du Nord, également connu sous l’appellation Groupement ethnique du Nord-Dahomey. 
Lors des élections législatives de juin 1951, il obtient le soutien des Bariba et remporte l'un des deux sièges attribués au Dahomey à l'Assemblée nationale française. L'année suivante, le GEN remporte neuf des 32 sièges du second collège aux élections territoriales. 
Afin ne pas seulement limiter l'influence de son parti au Nord du pays mais aussi pour lui donner une dimension plus nationale, Hubert Maga décide, en janvier 1953, de rebaptiser le GEN sous le nom de Mouvement démocratique dahoméen (MDD). Hubert Maga est réélu député lors des élections législatives françaises de 1956.
Aux élections territoriales de 1957, le MDD n’obtient que six sièges sur les 60 disponibles ; et en août de cette même année, le mouvement fusionne avec le parti des Indépendants du Nord dirigé par Paul Darboux pour former le Rassemblement démocratique dahoméen (RDD).